# Centranthus lecoqii
Centranthe de Lecoq
Espèce
Synonymes
- Centranthus angustifolius subsp. lecoqii (Jord.) G. Mateo Sanz & R. Figuerola Lamata
- Centranthus angustifolius var. lecoqii (Jordan) Lange
- Centranthus angustifolius var. longecalcaratus Pau
- Centranthus lecoqii var. longecalcaratus (Pau) J. López & Devesa
- Valeriana lecoquii (Jord.) Christenh. & Byng[1]

Centranthus lecoqii, de nom commun Centranthe de Lecoq, est une espèce de plantes à fleurs de la famille des Caprifoliaceae et du genre Centranthus, endémique de l'ouest de la Méditerranée. Elle a été décrite par Alexis Jordan en 1852, et nommée d'après Henri Lecoq.

## Description

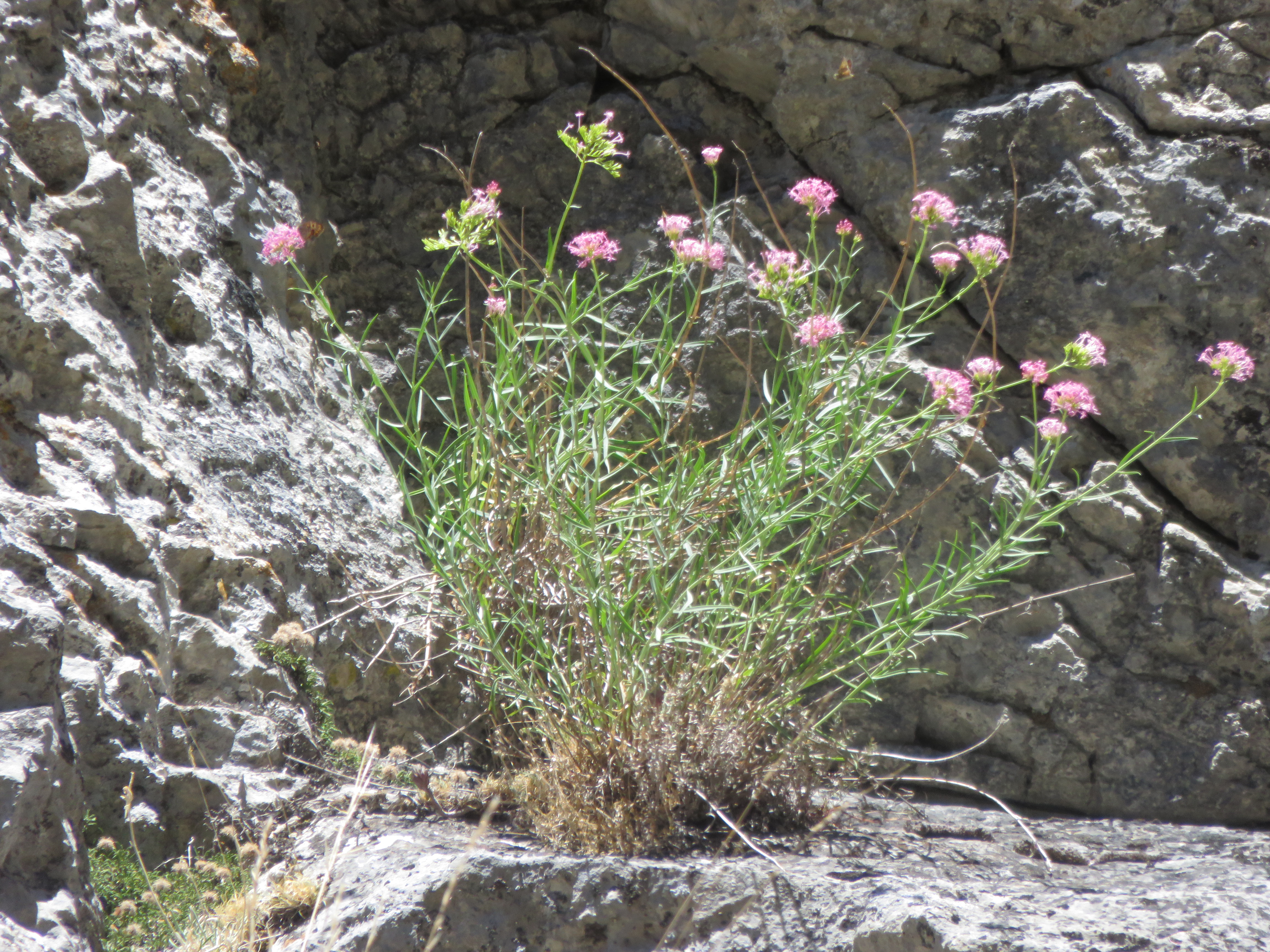
Aspect général du Centranthe de Lecoq.

### Appareil végétatif
La plante mesure de 30 cm à un mètre. Les tiges sont glabres et glauques. Les feuilles lancéolées sont parcourues par des nervures parallèles.

### Appareil reproducteur
Les fleurs, de 8 à 10 mm de diamètre, sont roses, et forment des inflorescences arrondies. L'éperon égale environ l'ovaire. La floraison a lieu de mai à juillet.

### Confusions possibles
C'est une espèce paraissant morphologiquement intermédiaire entre Centranthus angustifolius (elle a été classé par certains auteurs comme une sous-espèce ou une variété de cette espèce) et Centranthus ruber. Elle se distingue de la première par des feuilles plus larges et des entre-nœuds plus courts, et de la deuxième par des feuilles plus étroites et des fleurs plus claires.

## Habitat et écologie

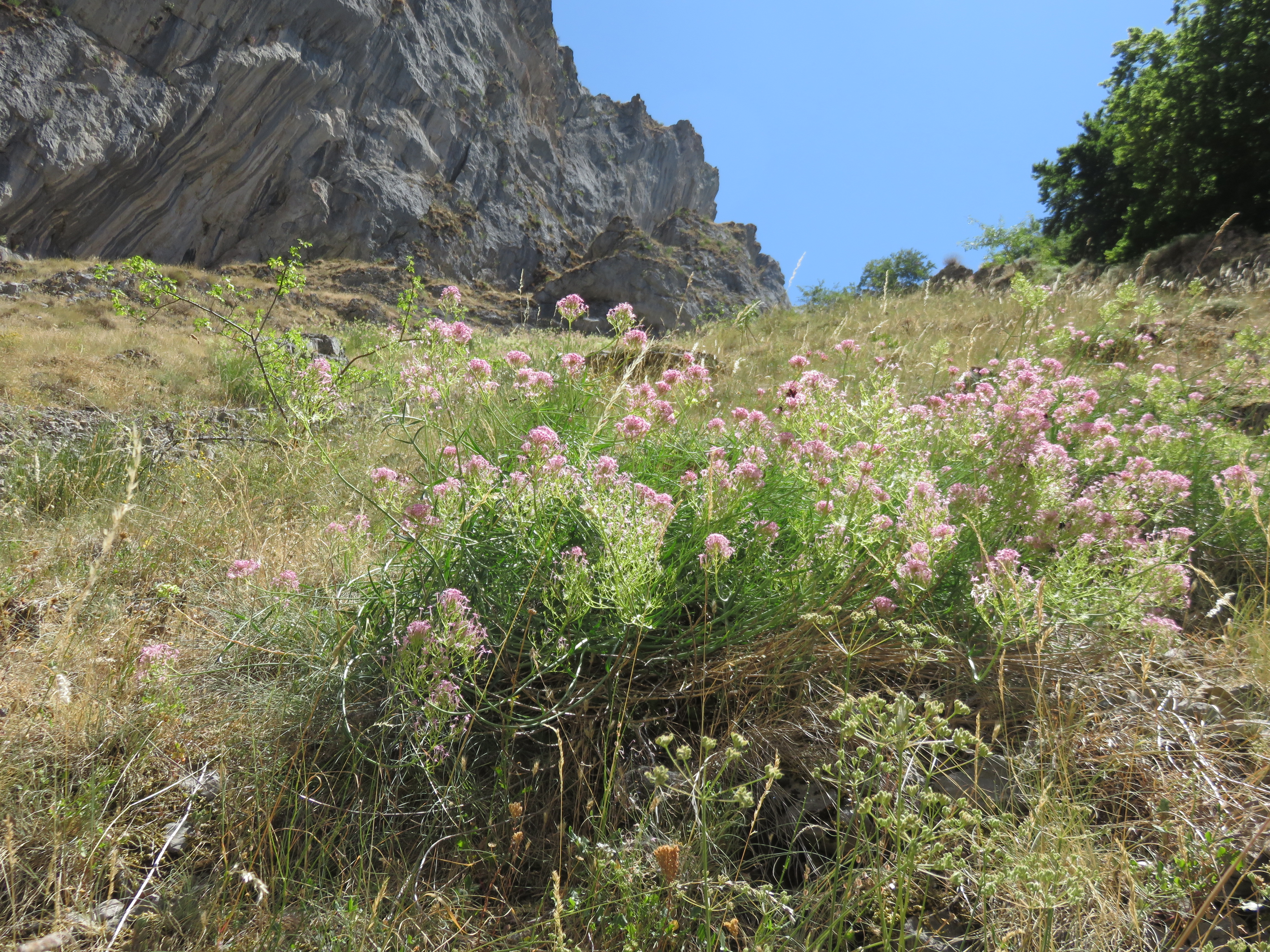
Centranthe de Lecoq dans son habitat.

On peut rencontrer cette espèce dans les lieux rocailleux, d'une altitude de 100 à 1 800 m.

## Répartition
Le Centranthe de Lecoq est endémique de l'ouest de la Méditerranée : il pousse naturellement sur la moitié nord-est de l'Espagne, dans le sud de la France, ainsi qu'en Andorre,. 

## Menaces et conservation
L'espèce est en « préoccupation mineure » (LC) à l'échelle de la France, mais est classée « en danger critique d'extinction » (CR) sur la Liste rouge de la flore vasculaire d'Aquitaine (2018).